# Colton Dixon
Michael Colton Dixon (Murfreesboro, Tennessee; 19 de octubre de 1991) es un cantante estadounidense. Finalizó séptimo en la 11.ª temporada de American Idol.

## Biografía
Michael Colton Dixon, nació el 19 de octubre de 1991, sus padres son Michael y Teresa Dixon. Nació y se crio en una familia de clase media en Murfreesboro, Tennessee, junto con su hermana menor, Schyler. Su padre es un trabajador postal, y su familia tiene una perra Maltese llamada Maggie. Además de ser un miembro del coro de su escuela secundaria, Dixon está interesado en el skimboarding y la colección de muñecos. En 2008, fue un extra en la filmación de "Hannah Montana: La película". Se graduó en la Escuela Secundaria Cristiana de Tennessee en 2010.
Se considera a sí mismo como un cristiano devoto, ha cantado en varios servicios de adoración como en la Iglesia Saddleback. Él y Schyler son parte de una banda de Rock cristiano llamado Messenger. Se ve a sí mismo iniciándose en la música cristiana y espera conseguir un disco de rock cristiano. Chris Daughtry y Hayley Williams son sus cantantes favoritos. Otras de sus influencias musicales son Switchfoot, Paramore, 30 Seconds To Mars, Lifehouse, Evanescence y The Fray.

### Vida personal
En 2012, Dixon comenzó a salir con Annie Coggeshall. Se comprometieron en septiembre de 2015, y se casaron el 8 de enero de 2016. En febrero de 2020, anunciaron que estaban esperando su primer hijo. El 16 de agosto de 2020, tuvieron las gemelas Ava Dior y Athens Elizabeth.

## "American Idol"

### Información general
Dixon originalmente audicionó en la décima temporada junto con su hermana Schyler, en las audiciones de Nashville. Sin embargo, ninguno de los dos terminó en los 24 mejores. Después de que lo mandaran a casa, Dixon se presentó en El Show de Ellen DeGeneres el 3 de marzo de 2011.
Dixon volvió en la temporada 11, sin embargo él no planeó audicionar, inicialmente planeó solo acompañar a su hermana Schyler a audicionar. Los jueces le imploraron a Colton que audicione también, donde cantó "Permanent" de David Cook. Ambos, él y Schyler se ganaron los tickets dorados. Schyler fue eliminado otra vez en la ronda en Las Vegas, lo cual lo hizo llorar.
El 23 de febrero de 2012, Dixon fue elegido para los mejores 24 de la temporada 11. En las semifinales, cantó "Decode" de Paramore. Fue uno de los hombres con mayor número de votos y avanzó a los 13 mejores. La artista invitada de la noche de los resultados de los 13 mejores, Lauren Alaina, señaló a Colton y a Jessica Sánchez como sus dos favoritos para ganar la competencia. Su eliminación el 19 de abril de 2012 fue considerado una gran sorpresa porque nunca estuvo en los tres menos votados. Luego del show, el juez Steven Tyler dijo que estaba "muy shockeado" por la eliminación de Dixon.
Actualmente tiene una relación con Annie Coggeshall.

### Presentaciones/Resultados
| Episodio                    | Tema                         | Canción elegida                                                                           | Artista original              | Orden # | Resultado |
| --------------------------- | ---------------------------- | ----------------------------------------------------------------------------------------- | ----------------------------- | ------- | --------- |
| Audición                    | Elección del audicionante    | "Permanent"                                                                               | David Cook                    | N/A     | Avanzó    |
| Ronda de Hollywood, Parte 1 | Primer Solo                  | "Only Hope"                                                                               | Switchfoot                    | N/A     | Avanzó    |
| Ronda de Hollywood, Parte 2 | Presentación grupal          | No salió al aire                                                                          | No salió al aire              | N/A     | Avanzó    |
| Ronda de Hollywood, Parte 3 | Segundo Solo                 | "What About Now"                                                                          | Daughtry                      | N/A     | Avanzó    |
| Ronda de Las Vegas          | Canciones de los '50         | "Dedicated to the One I Love"                                                             | The "5" Royales               | N/A     | Avanzó    |
| Juicio Final                | Solo Final                   | "Fix You"                                                                                 | Coldplay                      | N/A     | Avanzó    |
| Top 25 (13 Men)             | Elección personal            | "Decode"                                                                                  | Paramore                      | 4       | Avanzó    |
| Top 13                      | Stevie Wonder                | "Lately"                                                                                  | Stevie Wonder                 | 5       | A salvo   |
| Top 11                      | Año en el que nació          | "Broken Heart"                                                                            | White Lion                    | 7       | A salvo   |
| Top 10                      | Billy Joel                   | "Piano Man"                                                                               | Billy Joel                    | 10      | A salvo   |
| Top 9                       | Sus ídolos personales        | Solo "Everything"                                                                         | Lifehouse                     | 1       | A salvo   |
| Top 9                       | Sus ídolos personales        | Trio "Landslide" / "Edge of Seventeen" / "Don't Stop" conPhillip Phillips & Elise Testone | Fleetwood Mac / Stevie Nicks  | 3       | A salvo   |
| Top 8                       | Canciones de los '80         | Duet "Islands in the Stream" with Skylar Laine                                            | Kenny Rogers & Dolly Parton   | 3       | A salvo   |
| Top 8                       | Canciones de los '80         | Solo "Time After Time"                                                                    | Cyndi Lauper                  | 7       | A salvo   |
| Top 7                       | Canciones del año 2010       | Solo "Love the Way You Lie"                                                               | Skylar Grey                   | 2       | A salvo   |
| Top 7                       | Canciones del año 2010       | Duet "Don't You Wanna Stay" con Skylar Laine                                              | Jason Aldean & Kelly Clarkson | 6       | A salvo   |
| Top 7                       | Canciones de ahora y siempre | "Bad Romance"                                                                             | Lady Gaga                     | 2       | Eliminado |
| Top 7                       | Canciones de ahora y siempre | "September"                                                                               | Earth, Wind & Fire            | 9       | Eliminado |

### Después de "Idol"
Seguido de su eliminación, Dixon apareció en varios shows. Interpretó "Everything" de Lifehouse en Live! whit Kelly el 23 de abril de 2012. Volvió a El Show de Ellen DeGeneres a presentar "Piano Man" de Billy Joel el 26 de abril de 2012. Dixon y su compañera concursante Elise Testone se presentaron en The Tonight Show with Jay Leno el 27 de abril de 2012. Fue invitado a The White House Correspondents Dinner (La Cena de los Corresponsales de la Casa Blanca) como un invitado especial de Christian Broadcasting Network el 28 de abril de 2012.
En septiembre del 2012, Dixon firmó con Sparrow Records lanzando su primer sencillo "Never Gone" más tarde ese mes. El 26 de octubre de ese mismo año lanzó su segundo sencillo "You Are". El 29 de enero del 2013, Dixon lanzó su primer álbum de estudio "A Messenger", alcanzando la posición #15 en Billboard 200.
El 28 de marzo del 2013 fue invitado especial para cantar otra vez en American idol.Canto "Love Has Come For Me" en la temporada 12 de american Idol.

## Discografía

### Álbumes

#### Álbumes de estudio
| Título      | Detalles | Posiciones en las tablas | Posiciones en las tablas | Posiciones en las tablas | Posiciones en las tablas | Posiciones en las tablas | Certificaciones | Ventas       |
| Título      | Detalles | US                       | US Gospel                | US Christian             | CAN                      | NZ                       | Certificaciones | Ventas       |
| ----------- | --- | ------------------------ | ------------------------ | ------------------------ | ------------------------ | ------------------------ | --------------- | ------------ |
| A Messenger | - Fecha de lanzamiento: 29 de enero de 2013. - Sello: 19/EMI CMG/Sparrow Records - Formatos: CD, descarga digital | 15                       | 1                        | 1                        |                          |                          | - US:           | - US: 22 024 |

### Sencillos
| Año  | Sencillo  | Posición en las tablas | Posición en las tablas | Ventas       | Álbum       |
| Año  | Sencillo  | US Christ              | US Christ AC           | Ventas       | Álbum       |
| ---- | --------- | ---------------------- | ---------------------- | ------------ | ----------- |
| 2012 | "You Are" | 17                     | 22                     | - US: 63 000 | A Messenger |

#### Sencillos promocionales
| Año  | Título       | Posición en las tablas | Posición en las tablas | Ventas       | Álbum       |
| Año  | Título       | US                     | US Christ              | Ventas       | Álbum       |
| ---- | ------------ | ---------------------- | ---------------------- | ------------ | ----------- |
| 2012 | "Never Gone" | 113                    | 1                      | - US: 28 000 | A Messenger |

#### Otras canciones en las tablas
| Año  | Sencillo               | Ventas      | Álbum       |
| ---- | ---------------------- | ----------- | ----------- |
| 2013 | "Love Has Come for Me" | - US: 2.000 | A Messenger |
| 2013 | "Scars"                | - US: 2.000 | A Messenger |
| 2013 | "Let Them See You"     | - US: 1.000 | A Messenger |
| 2013 | "This Is Who I Am"     | - US: 1.000 | A Messenger |
| 2013 | "I'll Be the Light"    | - US: 1.000 | A Messenger |
| 2013 | "Rise"                 | - US: 1.000 | A Messenger |